# Matthias Andreas Alardus
Matthias Andreas Alardus, ab 1751 Matthias Andreas Alardus von Canthier (* 9. September 1715 in Neuenkirchen (Dithmarschen); † 29. Mai 1772 in Hamburg) war ein deutscher Diplomat, Freimaurer und Autor.

## Leben
Matthias Andreas Alardus entstammte der schleswig-holsteinischen Pastorenfamilie Alard(us), die auf Franz Alard zurückging. Er war das zweite Kind und der erste Sohn von Nicolaus Alardus (der Jüngere, 1683-1756), seit 1712 Diaconus in Neuenkirchen (Dithmarschen), ab 1717 Pastor in Steinbeck (heute Kirchsteinbek) und dann ab 1738 Lector secundarius und Pastor am Hamburger Dom (Alter Mariendom), und dessen Frau Rebecca Magdalena, geb. Forcke (1691–1716), einer Tochter des Pastors Matthias Forcke in Steinbek. Nikolaus Alard war sein Großvater, der spätere Hamburger Senator Christian Heinrich Alardus (der Ältere, 1729–1791) sein jüngerer Bruder.
Ab 1729 besuchte er die Gelehrtenschule des Johanneums und ab 1732 das Hamburger Akademische Gymnasium. 1735 wurde er an der Universität Kiel immatrikuliert; im folgenden Jahr wechselte er an die Universität Leipzig. In Leipzig lernte er Johann Christoph Gottsched kennen, dem er auch später verbunden blieb. Ebenfalls in Leipzig wurde er Mitglied der Nachmittägigen Rednergesellschaft.
Nach Hamburg zurückgekehrt, betätigte er sich zunächst journalistisch. Zusammen mit seinem Vetter Matthias Arnold Wodarch (1715–1761) gab er von 1739 bis 1743 die aufklärerischen Hamburgischen Beyträge zur Aufnahme der gelehrten Historie und der Wissenschaften heraus. 1740 wurde er Mitglied der Deutschen Gesellschaft in Göttingen. Aus dem Jahr 1742 ist ein Eintrag von Alardus im Album amicorum des späteren schwedischen Leibarztes Herman Schützer (1713–1802) erhalten.
Am 6. Juli 1741 wurde Alardus in die erste deutsche Freimaurerloge Absalom in Hamburg aufgenommen. Er diente ihr als deren Sekretär und Redner von 1741 bis 1747. 1746–47 war er auch erster Aufseher der Schottenloge Judica. Am 10. August 1745 wurde er Mitglied der Loge St. Georg zum Kaiserhof Hamburg. Außerdem war er Beisitzer der Provinzial-Loge in Hamburg. Mit der Veröffentlichung seiner Logenreden leistete er „als erster so etwas wie freimaurerische Öffentlichkeitsarbeit“. Seine gesammelten Reden und Gedichte erschienen 1747 und 1754.
1747 trat er in den Dienst des Hochstifts Lübeck und zog sich aus der Freimaurerei zurück. Beim Regierungsantritt von Fürstbischof Friedrich August im Jahr 1750 war er Legationsrat und Amtsverwalter für das Amt Eutin. Friedrich August ernannte ihn zum Geheimen Kabinettssekretär. Damit leitete Alardus die auswärtigen Angelegenheiten des kleinen Fürstbistums und war Vorgesetzter von Johann Matthias Dreyer. Er nannte sich nun Alardus von Canthier nach einem Gut, das die Familie einst in der Nähe Brüssels besessen haben soll. Mit diesem Namenszusatz wurde er durch kaiserliches Dekret vom 27. August 1751 in den Reichsadelsstand erhoben. Seine Tätigkeit fiel in die Großfürstliche Zeit in Schleswig-Holstein und war geprägt von den Verhandlungen zwischen Dänemark und Russland, die im Jahr nach Alardus’ Tod 1773 zum Vertrag von Zarskoje Selo führten.
Alardus starb unverheiratet.

## Ehrungen
- Ehrenmitglied der Gesellschaft der freyen Künste in Leipzig

## Werke
- Gedichte, Reden und Uebersetzungen. Hamburg: Bohn 1747 (Digitalisat)
- Reden und Gedichte. Hamburg: Bohn; Hamburg: Piscator 1754 (Digitalisat)